# Hayashima
Hayashima (早島町?) è una cittadina giapponese della prefettura di Okayama.